# Majesty 2: The Fantasy Kingdom Sim
Majesty 2: The Fantasy Kingdom Sim est un jeu vidéo de stratégie en temps réel développé et édité par 1C Company, sorti en 2009 sur Windows et Mac.
Il fait suite à Majesty: The Fantasy Kingdom Sim.

## Accueil
- Jeuxvideo.com : 15/20[1]